# Cimetière juif de Salé
Le cimetière juif de Salé ou cimetière israélite de Salé est un ancien cimetière juif situé en plein cœur de la ville de Salé, au Maroc, près du quartier de Bettana.

## Tsadikimde Salé
Voici une liste des Tsadikim de Salé  : 
- Ribbi Avraham Reva'h
- Ribbi Amram Ben Safet
- Ribbi Chalom Azoulay
- Ribbi Ephraïm Maïmarane
- Ribbi Moshé Amsellem
- Ribbi Moshé Mamouna
- Ribbi Mordekhaï Cohen
- Ribbi Raphael Ankawa
- Ribbi Yi'hiya Rouimi